# Menecmo
Menecmo (Alopeconeso, ca. 380 - ca. 320 a. C.) fue un matemático, geómetra y filósofo griego.
Su nombre en griego era Μέναιχμος [ménaijmos].
Nació en la población griega de Alopekónnesos (‘la isla de los zorros’), actualmente en Turquía, en la costa del estrecho de los Dardanelos, a 320 km al suroeste de la actual Estambul. 
Era hermano mayor del matemático y geómetra griego Dinóstrato (390-320 a. C.), quien es conocido por emplear la cuadratriz para resolver el problema de la cuadratura del círculo.
Menecmo fue discípulo de Platón (427-347 a. C.) y de Eudoxo de Cnido (390-337 a. C.). Fue tutor del joven Alejandro Magno
(356-323 a. C.), tal como lo fue Aristóteles (384-322 a. C.).
Su estudio teórico de las secciones cónicas fue célebre en la antigüedad, por eso estas curvas tuvieron el nombre de «curvas de Menecmo».
Trató de resolver el problema de la duplicación del cubo, utilizando la parábola y la hipérbola.